# Chromosome artificiel de levure
Pour les articles homonymes, voir YAC.
Les chromosomes artificiels de levure (YAC, en anglais : yeast artificial chromosomes) sont très utilisés dans les techniques de biologie moléculaire et le sont, parfois, en génétique. Ils contiennent au moins une origine de réplication (ou ARS pour autonomously replicating sequence), un centromère et des télomères provenant de la levure Saccharomyces cerevisiae. De plus ils contiennent habituellement des gènes permettant leur sélection dans une population de levures.
Les YAC ont servi : 
- À mieux comprendre les séquences d'origine de réplication et les séquences télomériques et centromériques.
- À cloner des fragments d'ADN de très grande taille (300 à 1 000 kb)
- À établir la première carte physique du génome humain

Intérêt : on peut isoler de grands gènes ainsi que leurs séquences régulatrices. 
Problème : instabilité.
1. ↑  http://www.edu.upmc.fr/sdv/masselot_05001/genes_et_genomes/carte.html